# Allegro HD
Allegro HD es un canal de televisión por suscripción dedicado a la música clásica, ópera, jazz y ballet, perteneciente al Grupo Eurochannel.

## Historia
Allegro HD fue lanzado en junio de 2015 por Gustavo Vainstein, pensado como un espacio para la música clásica y obras populares del patrimonio musical de la humanidad.
El canal fue lanzado en Cablevisión en Argentina y actualmente se encuentra disponible también en Chile, Colombia, Ecuador, Paraguay y Uruguay.

## Programación
La programación de Allegro HD está segmentada en seis bloques temáticos: ballet, conciertos, óperas, documentales, reportajes y jazz y música tradicional.